# Taekkyeon
Taekkyeon är en kampsport och en påstådd föregångare till taekwondo.
Taekkyon är känd sedan cirka 1790, då den äldsta kända referensen finns i en skrift av Sung-Ji Lee. Dagens taekwondo sägs, i varierande grad, vara en blandning av denna kampsport, andra gamla koreanska kampsporter och japansk karate.